# Renzo Zanella
Renzo Luis Zanella (Argentina, 23 de mayo de 2003), más conocido como Renzo Zanella, es un jugador profesional argentino de rugby que se desempeña en la posición de pilar derecho en Pampas, equipo perteneciente a la liga Super Rugby Américas.

## Carrera
Zanella comenzó su carrera deportiva con el equipo Comercial RC (2022-2023), luego pasó a Pampas, donde lleva jugando dos temporadas. También es parte de la segunda selección argentina de rugby, Argentina XV.